# Wickenburg
Wickenburg – przedmieście w obszarze metropolitalnym Phoenix, w hrabstwie Maricopa, w stanie Arizona. Według spisu w 2020 roku liczy 7474 mieszkańców. Położone około 80 km na północny zachód od Phoenix. 